# Mesabolivar cyaneus
Mesabolivar cyaneus är en spindelart som först beskrevs av Władysław Taczanowski 1874.  Mesabolivar cyaneus ingår i släktet Mesabolivar och familjen dallerspindlar. Inga underarter finns listade i Catalogue of Life.